# Federal Union
Die Federal Union ist eine pro-europäische Föderalistische Gruppe, die im November 1938 im Vereinigten Königreich gegründet wurde. Sie hatte in der Folgezeit das Ziel nach dem Zweiten Weltkrieg eine föderale Union in Europa zu bewerkstelligen. Die Federal Union ist die britische Sektion der Union Europäischer Föderalisten (UEF) und des World Federalist Movement.

## Gründung
Die Idee eines föderalen Europa hatte die Wurzel in der Widerstandsbewegungen auf dem europäischen Kontinent. Im November 1938 hatten die Briten Lord Lothian und Lionel Curtis sich vorgenommen, den Föderalismus zu fördern und schafften es eine Einrichtung als „Federal Union“ zu gründen. Bis Juni 1940 hatte Federal Union 12.000 Mitglieder und 225 Niederlassungen im ganzen Land. Zwischen 1938 und 1940 hatten die Briten die Führung bei der Idee des Föderalismus. Die Federal Union bekam unter anderem unter den Politikern Arnold J. Toynbee und Robert Vansittrat eine breite Unterstützung durch führende Tageszeitungen, anderen Politikern, Wissenschaftlern und Geistlichen. Föderalistische Bewegungen in Frankreich ab Juni 1940 und die italienische Movimento Federalista Europeo 1943 sorgten für eine erhebliche Inspiration.
Ein wichtiger und reger Vertreter des Europäischen Gedankens innerhalb der Federal Union war unter anderem auch der Rechtsanwalt R. W. G. Mackay, der 1940 einen „Entwurf der Verfassung der Vereinigten Staaten von Europa“ vorstellte.

## Politik
In der Politik ist eine föderale Union eine Organisation von Staaten oder anderen Einrichtungen, die ein föderalistisches System vereinen. Gewöhnlich werden bei einer föderalen Union, gemeinsame Aktionen im Bereich der Verteidigung und auswärtige Beziehungen mit einzelnen Staaten bewerkstelligt. Beispiele für eine staatliche föderalistische Union sind die USA, Kanada, Australien, Indien, Deutschland, Vereinigte Arabische Emirate und in gewisser Weise auch die Europäische Union.

## Federal Union Richtlinie, 1939
Die Federal Union erhielt wesentliche Impulse und eigentlichen Aufschwung durch das Buch des Genfer Korrespondenten der New York Times, Clarence K. Streit, „Union Now“, das zuerst im März 1939 in New York erschien, (und) eine nicht mehr nur staatenbündlerisch, sondern demokratisch-föderalistisch gedachte Union der Völker rings um den Atlantik als Vorstufe einer föderalen Weltregierung forderte und als Jahresbestseller das Prinzip des supranationalen Föderalismus in der angelsächsischen Welt zur Diskussion gestellt hat. Im März 1940 wurde ein „Federal Union Research Institute“ in London errichtet, das unter Mitwirkung bedeutender Politologen und Ökonomen des Landes (GB) eine Anzahl eindringlich dem Prinzip der Souveränität der Staaten widersprechende Studien zu Geschichte, Theorie und Praxis des Föderalismus veröffentlichte und immer klarer als zunächst zu erreichendes Ziel „die Schaffung einer europäischen demokratischen Föderation“ bezeichnete.
Der Vorschlag zu einer Europäischen Föderation bzw. zu einer föderalen Weltregierung entstanden in den Jahren 1939 bis 1940 und wird als Federal Union Richtlinie bezeichnet.

„Der Vorschlag (‚Richtlinie‘) der Federal Union von 1939 passt von der Konzeption her sowohl für einen Europäischen Zusammenschluss als auch für eine föderalen Weltbund, gedacht war jedoch an eine Föderation von West- und Mitteleuropa und Nordamerika. Dieser Gedanken wurden in der Folgezeit auch während des Krieges weiter ausgearbeitet. Gemäß einer Erklärung der Federal Union vom 5.4.1942 wurde als Endziel für die Europäische Föderation eine supranationale Einrichtung gesehen.“

## Links und Literatur
- Geschichte der Europäischen Union
- Europäische Integration

- Walter Lipgens: Europa Föderationspläne der Widerstandsbewegungen 1940–1945. Band 26. R. Oldenbourg Verlag.

- Walter Lipgens: 45 Jahre Ringen um eine Europäische Verfassung. Europa Union Verlag, 1986.

- Wilfried Loth (Hrsg.): Die Anfänge der europäischen Integration 1945–1950. Europa Union Verlag, 1990.

- Anton Schäfer: Die Verfassungsentwürfe zur Gründung einer Europäischen Union. 1. (Buchausgabe) Auflage. BSA-Verlag und EDITION EUROPA Verlag, Dornbirn 2001, ISBN 3-9500616-7-3 (verfassungsvertrag.eu – 1. elektronische Ausgabe 2006, CD-ROM, ISBN 978-3-901924-22-4).